# Clube Líbano Brasileiro
O Clube Líbano Brasileiro ou Líbano, como é mais conhecido, é um clube de basquete brasileiro com sede em Fortaleza.

## Títulos
- Campeonato Cearense de Basquete [1] : 1955. 1956, 1981 e 1987